# Domínio de Tatebayashi
O Domínio de Tatebayashi (館林藩, Tatebayashi-han) foi um domínio japonês do Período Edo, localizado na Província de Kōzuke (atualmente Tatebayashi, na Prefeitura de Gunma).

## Histórico
Após a Batalha de Odawara em 1590, Toyotomi Hideyoshi designou a região de Kanto para Tokugawa Ieyasu, que confirmou Sakakibara Yasumasa, um de seus quatro generais como daimiô de Tatebayashi, com uma receita de 100.000 koku.  Yasumasa construiu o Castelo de Tatebayashi e a cidade-castelo ao redor, além de construir obras de água que protegiam a nova cidade das inundações. Seu filho Sakakibara Yatsukatsu participou do Cerco de Osaka, e seu sobrinho e herdeiro Sakakibara Tadatsugu recebeu permissão para usar o sobrenome Matsudaira e um aumento nas receitas para 110.000 koku em 1625. Ele foi transferido para o Domínio de Shirakawa na Província de Mutsu em 1643. 
O Domínio de Tatebayashi foi então atribuído a Matsudaira Norinaga, que serviu como rōjū sob o comando de Shōgun Tokugawa Iemitsu, com receitas fixadas em 60.000 koku. No entanto, quando seu filho, Matsudaira Norihisa assumiu o domínio em 1654, ele reservou 5.000 koku para seu irmão mais novo, Norimasa. Norihisa então foi transferido para o Domínio de Sakura  na província de Shimōsa em 1661.
O Domínio foi então dado ao irmão mais novo do Shōgun Ietsuna , o futuro Shōgun Tsunayoshi com receitas aumentadas para 250.000 koku. No entanto, Tsunayoshi nunca chegou a pisar em Tatebayashi, preferindo permanecer em Edo. Depois que ele se tornou Shogun em 1680, ele designou Tatebayashi para seu filho recém-nascido, Tokumatsu. Quando Tokumatsu morreu em 1683, o Castelo de Tatebayashi foi abandonado e o domínio foi transformado em tenryō.
O domínio foi reavivado em 1707 para o neto de Shōgun Iemitsu, Matsudaira Kiyotake, que recebeu apenas 24.000 koku. Que foi aumentado para 34.000 koku em 1710 e para 54.000 koku em 1712. Seu neto Takechika foi transferido para o Domínio deTanakura em Mutsu em 1728. Ele foi substituído em Tatebayashi pelo wakadoshiyori Ōta Sukeharu que permaneceu até nomeado Osaka Jōdai em 1734.  Tatebayashi permaneceu tenryō até 1740, quando o filho de Sukeharu, Suketoshi foi finalmente nomeado daimiô. Ele foi transferido para o Domínio de Kakegawa na Província de Tōtōmi em 1746 e Matsudaira Takechika (agora um rōjū) retornou de Tanakura. Em dezembro de 1769, suas propriedades foram aumentadas para 61.000 koku. Seu neto Nariyasu foi transferido para o Domínio de Hamada na Província de Iwami em 1836. Inoue Masaharu foi então transferido de Tanakura para Tatebayashi, e suas receitas foram fixadas em 60.000 koku. Em 1845 ele foi enviado para o domínio de Hamamatsu. 
Em 1845, Akimoto Yukitomo foi transferido do Domínio de Yamagata para Tatebayashi. Ele era, junto com Tokugawa Nariaki do Domínio de Mito, um forte defensor do movimento sonnō jōi. No entanto, ele se opôs às ações do Domínio de Chōshū, e se aposentou depois de receber a notícia do Rebelião Hamaguri. O domínio tentou permanecer neutro na Guerra Boshin, mas depois de pagar uma multa de 20.000 ryō ao novo governo Meiji, foi autorizado a enviar suas forças para participar da campanha no norte do Japão contra as forças pró-Tokugawa remanescentes do Ōuetsu Reppan Dōmei, e por isso recebeu um aumento nas receitas para 70.000 koku. 
Após o fim do conflito, com a abolição do sistema han em julho de 1871, o Domínio de Tatebayashi tornou-se a Província de Tatebayashi, que mais tarde se tornou parte da Prefeitura de Gunma.

## Lista de Daimyos
- -- Clã Sakakibara (Fudai; 100000→110000 koku, 1590 - 1643)

1. Yasumasa
2. Yasukatsu
3. Tadatsugu

- -- Clã Matsudaira (Ogyū) (Fudai; 60000→55000 koku, 1643 - 1661)

1. Norinaga
2. Norihisa

- -- Clã Tokugawa (Shinpan; 250000 koku, 1661 - 1683)

1. Tsunayoshi
2. Tokumatsu

- Período como território tenryō. (1683 - 1707)
- -- Clã Matsudaira (Ochi) (Fudai; 24000→34000→54000 koku, 1707 - 1728)

1. Kiyotake
2. Takemasa
3. Takechika

- -- Clã Ōta (Fudai; 50000 koku, 1728 - 1734)

1. Sukeharu

- Período do tenryō. (1734 - 1740)
- -- Clã Ōta (Fudai; 50000 koku, 1740 - 1746)

1. Suketoshi

- -- Clã Matsudaira (Ochi) (Fudai; 54000→61000 koku, 1746 - 1836)

1. Takechika
2. Takehiro
3. Nariatsu

- -- Clã Inoue (Fudai; 60000 koku, 1836 - 1845)

1. Masaharu

- -- Clã Akimoto (Fudai; 60000→70000 koku, 1845 - 1871)

1. Yukitomo
2. Hirotomo

## Leitura complementar
- Bolitho, Harold (1974). Treasures among men; the fudai daimyo in Tokugawa Japan. New Haven: Yale University Press.